# فريدريش سشيرفيك
فريدريش سشيرفيك (مواليد 7 سبتمبر 1909) هو لاعب كرة قدم. يلعب مع منتخب بولندا لكرة القدم. سبق له أن لعب في كأس العالم لكرة القدم مع منتخب بلاده.

## روابط خارجية
- فريدريش سشيرفيك على موقع الاتحاد الدولي (مؤرشف)  (الإنجليزية)
- فريدريش سشيرفيك على موقع الاتحاد الدولي (مؤرشف)  (الإنجليزية)
- فريدريش سشيرفيك على موقع قاعدة بيانات كرة القدم.إي يو (الإنجليزية)
- فريدريش سشيرفيك على موقع Soccerway.com (الإنجليزية)
- فريدريش سشيرفيك على موقع أوليمبيديا (الإنجليزية)
- فريدريش سشيرفيك على موقع اللجنة الأولمبية البولندية (مؤرشف) (البولندية)